# Emanuela Capriata
Emanuela Capriata – włoska brydżystka, World Master w kategorii Open (WBF), European Master i  European Champion w kategorii Women (EBL).
Emanuela Capriata od roku 2011 jest niegrającym kapitanem różnych reprezentacji Włoch.

## Wyniki brydżowe

### Zawody światowe
W światowych zawodach zdobyła następujące lokaty:
| Mistrzostwa Świata. Konkurencja teamów | Mistrzostwa Świata. Konkurencja teamów | Mistrzostwa Świata. Konkurencja teamów | Mistrzostwa Świata. Konkurencja teamów | Mistrzostwa Świata. Konkurencja teamów | Mistrzostwa Świata. Konkurencja teamów |
| Rok                                    | Miejsce                                | Zawody                                 | Kategoria                              | Drużyna                                | Pozycja                                |
| -------------------------------------- | -------------------------------------- | -------------------------------------- | -------------------------------------- | -------------------------------------- | -------------------------------------- |
| 2006                                   | Werona                                 | 12. Mistrzostwa Świata                 | Kobiety                                | Viaggi e Sapori                        | 17                                     |
| 2003                                   | Monte Carlo                            | 36. Mistrzostwa Świata Teamów          | Trans                                  | Resta                                  | 70                                     |
| 2003                                   | Monte Carlo                            | 36. Mistrzostwa Świata Teamów          | Kobiety                                | Italy                                  | 11                                     |
| 2002                                   | Montreal                               | 11. Mistrzostwa Świata                 | Kobiety                                | Arrigoni                               | 5                                      |
| 1993                                   | Santiago                               | 31. Mistrzostwa Świata Teamów          | Kobiety                                | Italy                                  | 5                                      |

| Mistrzostwa Świata. Konkurencja par | Mistrzostwa Świata. Konkurencja par | Mistrzostwa Świata. Konkurencja par | Mistrzostwa Świata. Konkurencja par | Mistrzostwa Świata. Konkurencja par | Mistrzostwa Świata. Konkurencja par |
| Rok                                 | Miejsce                             | Zawody                              | Kategoria                           | Partner                             | Pozycja                             |
| ----------------------------------- | ----------------------------------- | ----------------------------------- | ----------------------------------- | ----------------------------------- | ----------------------------------- |
| 2010                                | Filadelfia                          | 13. Mistrzostwa Świata              | Miksty                              | Nino Masucci                        | 6                                   |
| 2006                                | Werona                              | 12. Mistrzostwa Świata              | Kobiety                             | Cristina Golin                      | 53                                  |
| 2002                                | Montreal                            | 11. Mistrzostwa Świata              | Miksty                              | Nino Masucci                        | 204                                 |
| 2002                                | Montreal                            | 11. Mistrzostwa Świata              | Kobiety                             | Cristina Golin                      | 18                                  |

### Zawody europejskie
W europejskich zawodach zdobyła następujące lokaty:
| Zawody europejskie. Konkurencja teamów | Zawody europejskie. Konkurencja teamów | Zawody europejskie. Konkurencja teamów | Zawody europejskie. Konkurencja teamów | Zawody europejskie. Konkurencja teamów | Zawody europejskie. Konkurencja teamów |
| Rok                                    | Miejsce                                | Zawody                                 | Kategoria                              | Drużyna                                | Pozycja                                |
| -------------------------------------- | -------------------------------------- | -------------------------------------- | -------------------------------------- | -------------------------------------- | -------------------------------------- |
| 2005                                   | Teneryfa                               | 2. Otwarte Mistrzostwa Europy          | Kobiety                                | Italia - Pennisi                       | 15                                     |
| 2003                                   | Mentona                                | 1. Otwarte Mistrzostwa Europy          | Kobiety                                | Figb Mosca                             | 1                                      |
| 2002                                   | Ostenda                                | 7. Mistrzostwa Europy Mikstów          | Miksty                                 | Figb 1                                 | 19                                     |
| 1993                                   | Mentona                                | 41. Mistrzostwa Europy Teamów          | Kobiety                                | Italy                                  | 3                                      |

| Zawody europejskie. Konkurencja par | Zawody europejskie. Konkurencja par | Zawody europejskie. Konkurencja par | Zawody europejskie. Konkurencja par | Zawody europejskie. Konkurencja par | Zawody europejskie. Konkurencja par |
| Rok                                 | Miejsce                             | Zawody                              | Kategoria                           | Partner                             | Pozycja                             |
| ----------------------------------- | ----------------------------------- | ----------------------------------- | ----------------------------------- | ----------------------------------- | ----------------------------------- |
| 2005                                | Teneryfa                            | 2. Otwarte Mistrzostwa Europy       | Kobiety                             | Cristina Golin                      | 35                                  |
| 2003                                | Mentona                             | 1. Otwarte Mistrzostwa Europy       | Kobiety                             | Cristina Golin                      | 23                                  |
| 2002                                | Ostenda                             | 7. Mistrzostwa Europy Mikstów       | Mikst                               | Nino Masucci                        | 389                                 |
| 2001                                | Sorrento                            | 11. Mistrzostwa Europy Par          | Open                                | Cristina Golin                      | 197                                 |
| 1999                                | Malta                               | 44. Mistrzostwa Europy Teamów       | Kobiety                             | Cristina Golin                      | 63                                  |
| 1999                                | Warszawa                            | 10. Mistrzostwa Europy Par          | Open                                | Cristina Golin                      | 191                                 |
| 1993                                | Mentona                             | 4. Mistrzostwa Europy Kobiet        | Kobiety                             | Cristina Golin                      | 18                                  |

## Klasyfikacja
- Emanuela Capriata – klasyfikacja WBF (ang.)
- Emanuela Capriata – klasyfikacja EBL (ang.)